# Canaan Sodindo Banana
Canaan Sodindo Banana (Esiphezini; 5 de marzo de 1936-Londres; 10 de noviembre de 2003) desempeñó el cargo de primer presidente de Zimbabue desde el 18 de abril de 1980 hasta el 31 de diciembre de 1987. Un ministro metodista, ocupó el cargo en gran parte honorífico de la Presidencia, mientras que su sucesor, Robert Mugabe, desempeñó el cargo de primer ministro.

## Biografía
Banana nació en 1936 en Esiphezini, Rodesia del Sur. Su madre era una redebele de Malaui y su padre había emigrado a Rodesia. Fue educado por los misioneros en una escuela local y más tarde fue escolarizado en un instituto de formación del profesorado.
Durante su vida, Banana reunió a dos de los partidos políticos del país, la Unión Nacional Africana de Zimbabue (ZANU) y el Unión del Pueblo Africano en Zimbabue (ZAPU), se convirtió en un diplomático de la Organización de la Unidad Africana, y dirigió el departamento religioso de la Universidad de Zimbabue. Su vida posterior se complicó debido a los cargos de sodomía - un crimen, en Zimbabue - que negó aunque más tarde fue encarcelado por ello.
| Predecesor: Josiah Zion Gumede (Presidente de Zimbabue Rodesia) | Presidente de Zimbabue 1980-1987 | Sucesor: Robert Mugabe |